# Made You Look
Singles de Nas
One Mic I Can
Pistes de God's Son
The Cross Last Real Nigga Alive
Made You Look est une chanson de Nas, tirée de l'album God's Son. Ce titre, produit par Salaam Remi, a été publié en single le 11 février 2003. 
Il existe un remix de ce morceau avec les rappeurs Ludacris et Jadakiss.

## Samples
Made You Look contient des samples d'Apache de l'Incredible Bongo Band et de John Blaze de Fat Joe et Big Pun featuring Jadakiss, Nas et Raekwon.

## Classement
| Année | Chanson       | Chart positions   | Chart positions       | Chart positions | Chart positions  |
| Année | Chanson       | Billboard Hot 100 | Hot R&B/Hip-Hop Songs | Hot Rap Singles | UK Singles Chart |
| 2003  | Made You Look | 32                | 12                    | 9               | 27               |